# St. Johannes Baptist (Langenhorst)
Die Kirche St. Johannes Baptist in Langenhorst, einem Stadtteil von Ochtrup ist eine römisch-katholische Pfarrkirche und Filialkirche der Pfarrgemeinde St. Lambertus in Ochtrup. Sie ist ehemalige Klosterkirche der Augustinerinnen.

## Geschichte
Das Kloster der Augustinerinnen in Langenhorst wurde 1178 vom Domdechanten Franko von Wettringen gegründet. Die Klosterkirche wurde in der Zeit von 1180 bis 1225/30 mit Unterbrechungen erbaut. 1203 gewährte der Bischof von Münster, Hermann II. von Katzenelnbogen, umfangreiche Privilegien für das Kloster Langenhorst. Seine Bedeutung ist in der Bestätigung der Rechte und des Besitzes des Klosters durch Papst Clemens III. erkennbar. Am 30. Mai 1556 brannten bei einer verheerenden großen Brandkatastrophe für Langenhorst großer Teile des Klosters, fast alle Wirtschaftsgebäude sowie Nordturm und die Nord-Ostseite der Kirche ab.
1576 wurde das Kloster in ein freiweltliches adeliges Damenstift umgewandelt. Um 1750 war die letzte Blütezeit des Stiftes zu verzeichnen. 1811 wurde das Stift im Zuge der Säkularisation aufgehoben.

## Architektur
Die 1180 im Osten begonnene Kirche ist wohl das bedeutendste und vielgestaltigste Gotteshaus des Kreises Steinfurt und
eine der bemerkenswertesten münsterländischen Hallenkirchen sog. gebundener Ordnung (d. h. die Gewölbe aller Schiffe besitzen die gleiche Scheitelhöhe und das quadratische Joch des Mittelschiffes wird in den Seitenschiffen durch zwei quadratische Joche flankiert).
Der Bau hat einen kurzen 32 m-langen, gedrungenen Grundriss mit ebenfalls quadratischem Chorraum zwischen zwei Chorflankentürmen. Der Gesamtgrundriss der drei Schiffe entspricht fast dem eines Goldenen Rechtecks. Der durch den Einsturz des Nordturmes zerstörte Querhausarm wurde beim Wiederaufbau durch den Münsteraner Diözesanbaumeister Hilger Hertel 1867 wieder auf sein altes Maß verbreitert, der Turm erst 1970 wiedererrichtet. 

## Stiftskammer
Anfang 1994 wurde auf Initiative von Pfarrer Msgr. Karl Stindt im Obergeschoss des südlichen Chorflankenturmes die Stiftskammer eingerichtet. In dem quadratischen Turmraum sind beachtenswerte Zeugnisse lebendigen Glaubens ausgestellt; sie spiegeln auch die religiöse Kultur und Geschichte des ehemaligen Stiftes wider.
Die Stiftskammer ist neben Schatzkammer zugleich erweiterte Sakristei, da die liturgischen Gefäße und Geräte bei hohen Feierlichkeiten noch in Gebrauch sind.
Bei der jüngsten Restaurierung 2013 mussten die Ausstellungsgegenstände der Stiftskammer auf Grund dort herrschender ungünstiger klimatischer Bedingungen zur Verwahrung bis auf Weiteres nach Münster gebracht werden.

## Historische Krippe
Die Pfarrgemeinde St. Lambertus in Ochtrup besitzt – als Rechtsnachfolgerin der ehemaligen Pfarrei St. Johannes Baptist Langenhorst – für diese Kirche eine historische Krippe mit Figuren im Nazarenerstil. Das besondere ist, dass ebenfalls der zugehörige historische Krippenstall erhalten ist und auch verwendet wird. Es handelt sich dabei um eine überwiegend grau gefasste, Mauerwerk imitierende Holzarchitektur mit Säulen und Rundbögen. Zum Teil ist der Hintergrund mit Landschaftsmalerei versehen. Als Hersteller des Krippenstalls lässt sich ein „Felix Schröder, Kirchenmaler aus Recklinghausen“ eruieren.